# Bälgen, Dalsland
Bälgen är en sjö i Vänersborgs kommun i Dalsland och ingår i Göta älvs huvudavrinningsområde.